# Hydrobaenus ginzanneous
Hydrobaenus ginzanneous är en tvåvingeart som beskrevs av Sasa och Suzuki 2001. Hydrobaenus ginzanneous ingår i släktet Hydrobaenus och familjen fjädermyggor. Inga underarter finns listade i Catalogue of Life.